# 773
773 (DCCLXXIII, na numeração romana) foi um ano comum do século VIII, do Calendário Juliano, da Era de Cristo, teve início a uma Sexta-feira e terminou também a uma Sexta-feira, e a sua letra dominical foi C.
| Ano completo                       |
| ---------------------------------- |
| Ano comum com início à sexta-feira |

## Eventos
- A pedido do Papa Adriano I, Carlos Magno atravessa os Alpes e invade o Reino Lombardo.

## Nascimentos
- 1 de janeiro - Pedro de Atroa,  abade e santo bizantino (m. 837).